# Проспект (Пенсилванија)
Проспект (енгл. Prospect) град је у америчкој савезној држави Пенсилванија.

## Демографија
По попису из 2010. године број становника је 1.169, што је 65 (-5,3%) становника мање него 2000. године.
| Група             | 2000.         | 2010.         |
| Белци             | 1.222 (99,0%) | 1.142 (97,7%) |
| Афроамериканци    | 0 (0,0%)      | 4 (0,3%)      |
| Азијати           | 0 (0,0%)      | 5 (0,4%)      |
| Хиспаноамериканци | 5 (0,4%)      | 8 (0,7%)      |
| Укупно            | 1.234         | 1.169         |